# Área metropolitana de Blacksburg-Christiansburg-Radford
El Área Estadística Metropolitana de Blacksburg–Christiansburg–Radford, VA MSA, como la denomina la Oficina del Censo de los Estados Unidos, es un Área Estadística Metropolitana centrada en la ciudad de Blacksburg, estado de Virginia, en Estados Unidos. Su población según el censo de 2010 es de 162.958 de habitantes, convirtiéndola en la 241.º área metropolitana más poblada de los Estados Unidos.

## Composición
El área metropolitana está compuesta por:
1  ciudad independiente, junto con su población según los resultados del censo 2010:
- Radford – 16.408 habitantes

y 3 condados, junto con su población según los resultados del censo 2010:
- Giles – 17.286 habitantes
- Montgomery – 94.392 habitantes
- Pulaski – 34.872 habitantes

## Principales ciudades del área metropolitana
Ciudades principales o núcleo
- Blacksburg
- Christiansburg
- Radford

Comunidades con más de 1.000 habitantes
- Dublin
- Elliston-Lafayette
- Fairlawn
- Merrimac
- Narrows
- Pearisburg
- Pembroke
- Pulaski
- Shawsville

Comunidades con menos de 1.000 habitantes
- Glen Lyn
- Rich Creek